# Ismail Matar
Ismail Matar (en árabe: إسماعيل مطر‎; Abu Dabi, Emiratos Árabes Unidos; 7 de abril de 1983) es un futbolista de los Emiratos Árabes Unidos que juega en las posiciones de centrocampista y delantero y que actualmente milita en el Al Wahda FC de la UAE Pro League.

## Carrera

### Club
| Periodo | Club                  | Apariciones | Goles |
| ------- | --------------------- | ----------- | ----- |
| 2001–   | Al-Wahda FC           | 380         | 99    |
| 2009    | → Al Sadd SC (cedido) | 0           | 0     |

### Selección nacional
Debutó con Emiratos Árabes Unidos en 2003, participó en la Copa Mundial de Fútbol Sub-20 de 2003, en dos ediciones de la Copa de Naciones del Golfo, los Juegos Olímpicos de Londres 2012 y cuatro ediciones de la Copa Asiática.

## Logros

### Club
- UAE Pro League: 3

2000–01, 2004–05, 2009–10
- Super Cup: 3

2002, 2011, 2019
- Al Etihad "Union" Cup: 1

2001
- Copa de Liga de los Emiratos Árabes Unidos: 1

2017-2018
- Copa Presidente de Emiratos Árabes Unidos: 1

2016-2017

### Selección nacional
- Arabian Gulf Cup: 2

2007, 2013

### Individual
- Mejor Jugador de la FIFA U-20 World Cup: 1

2003
- Al Hadath Most promising Arab player of the Year: 1

2004
- Futbolista del Año de la Pro-League: 1

2006
- Mejor Jugador de la Arabian Gulf Cup: 1

2007
- Goleador de la Arabian Gulf Cup: 1

2007
- Futbolista del Año Al Ittihad Pro-League: 1

2007
- Equipo de Plata Al-Ahram: 1

2007
- Equipo de Oro Al-Ahram: 1

2009